# Balles perdues (film)
Pour les articles homonymes, voir Balles perdues.
Pour plus de détails, voir Fiche technique et Distribution.
Balles perdues est un film français réalisé par Jean-Louis Comolli et sorti en 1983.

## Synopsis
Sam doit épouser Véra, sa collègue de bureau. Maryvonne découvre que son patron diamantaire a été assassiné ; elle fait appel à Sam pour mener l'enquête.

## Fiche technique
- Titre : Balles perdues
- Réalisation : Jean-Louis Comolli
- Scénario : Jean-Louis Comolli, Serge Valletti, d'après le roman Mince de pince de Clarence Weff
- Production : Martine Marignac
- Musique :  Michel Portal
- Image: William Lubtchansky
- Montage : Elisabeth Moulinier, Catherine Poitevin
- Pays d'origine :  France
- Langue : Français
- Format : Couleur
- Genre : policier, thriller
- Durée : 91 minutes
- Date de sortie : 
  - France : 13 avril 1983

## Distribution
- Andréa Ferréol : Maryvonne
- Maria Schneider : Vera
- Serge Valletti : Sam Witchner
- Capucine : Madam Teufminn
- Charles Millot : Mister Teufminn
- André Dupon : Éric
- Micky Sébastian : Natacha
- Alexandre Arbatt : Ludovic
- Stéphan Meldegg : Johnny